# Okręty podwodne typu Pisani
Okręty podwodne typu Pisani – włoskie okręty podwodne z okresu dwudziestolecia międzywojennego i II wojny światowej. Jednostki wypierały 880 ton w położeniu nawodnym i 1058 ton pod wodą, a ich główną bronią było dziewięć torped kalibru 533 mm wystrzeliwanych z sześciu wewnętrznych wyrzutni. Jednostki rozwijały na powierzchni prędkość 15 węzłów, osiągając zasięg 4230 Mm przy prędkości 9,3 węzła.
W latach 1925–1929 w stoczni Cantiere Navale Triestino w Monfalcone zbudowano cztery jednostki tego typu. Okręty weszły w skład włoskiej marynarki w 1929 roku. Pełniły służbę na Morzu Śródziemnym i Atlantyku, biorąc udział m.in. w wojnie domowej w Hiszpanii i kampanii śródziemnomorskiej. Z powodu zużycia trzy jednostki tego typu zostały w 1942 roku wycofane z czynnej służby i zostały złomowane w 1946 roku, a „Vettor Pisani” służył do końca wojny i został skreślony z listy floty w 1948 roku.

## Projekt i budowa
Budowane przez Włochy przed I wojną światową i w jej trakcie okręty podwodne były małymi jednostkami przeznaczonymi do działań na Adriatyku, przeciwko Austro-Węgrom. Zmiana sytuacji międzynarodowej po wojnie spowodowała konieczność wymiany posiadanych okrętów na pełnomorskie, o dużym zasięgu, mogące działać przeciw Marine nationale czy Royal Navy. Przyjęty przez Włochy program zbrojeniowy z lat 1923–1924 zakładał zbudowanie okrętów o łącznej wyporności 36 568 ton, na co miały się składać dwa krążowniki ciężkie typu Trento, niszczyciele typów Sauro i Turbine oraz okręty podwodne typów Balilla, Mameli i Pisani. Projekty trzech typów okrętów podwodnych powstały w tym samym czasie, w celu porównania ich charakterystyk i stworzenia na podstawie doświadczeń eksploatacyjnych docelowych typów dla włoskiej floty podwodnej. Jednostki typu Pisani zaprojektowali inżynierowie: pułkownik Curio Bernardis i major Rodolfo Tito Tizzoni w czerwcu 1924 roku. Przyjęto konstrukcję jednokadłubową z powiększonymi w stosunku do typu Mameli zbiornikami paliwa. Problemem była jednak słaba stateczność okrętów. Rozwiązano go, instalując zewnętrzne siodłowe zbiorniki balastowe, co jednak zmniejszyło osiąganą prędkość maksymalną (z projektowanych 17,3 węzła na powierzchni do 15 węzłów i podwodną z 8,8 do 8,2 węzła) .
Wszystkie okręty typu Pisani zbudowane zostały w stoczni Cantiere Navale Triestino (CNT) w Monfalcone. Stępki jednostek położono w latach 1925–1926, a zwodowane zostały w latach 1927–1928.
| Okręt                 | Stocznia | Początek budowy   | Wodowanie         | Wejście do służby    | Los                                       |
| --------------------- | -------- | ----------------- | ----------------- | -------------------- | ----------------------------------------- |
| „Vettor Pisani”       | CNT      | 18 listopada 1925 | 24 listopada 1927 | 16 czerwca 1929      | wycofany 1 lutego 1948                    |
| „Marcantonio Colonna” | CNT      | 3 grudnia 1925    | 26 grudnia 1927   | 10 lipca 1929        | wycofany 1 czerwca 1942, złomowany w 1946 |
| „Giovanni Bausan”     | CNT      | 27 stycznia 1926  | 24 marca 1928     | 15 września 1929     | wycofany 18 maja 1942, złomowany w 1946   |
| „Des Geneys”          | CNT      | 1 lutego 1926     | 14 listopada 1928 | 31 października 1929 | wycofany 28 maja 1942, złomowany w 1946   |

## Dane taktyczno-techniczne

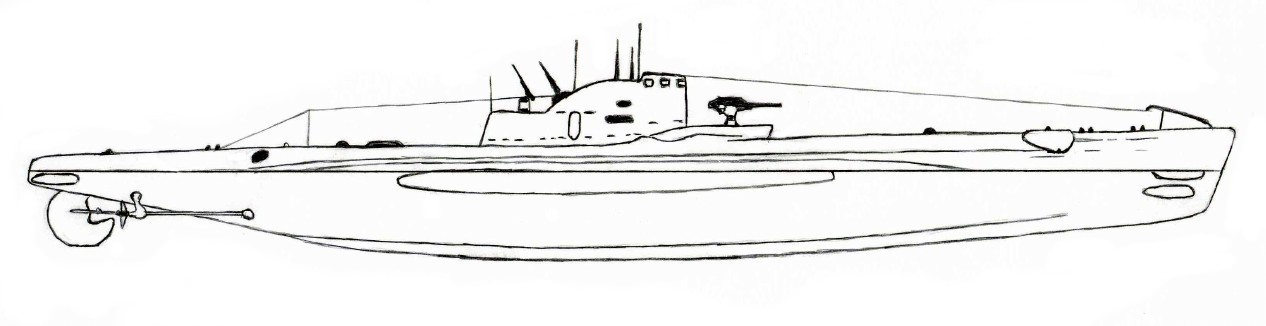
Rzut boczny okrętu typu Pisani

Jednostki typu Pisani były średniej wielkości oceanicznymi okrętami podwodnymi o konstrukcji jednokadłubowej . Długość całkowita wynosiła 68,2 metra, szerokość – 6,09 metra, a zanurzenie – 4,93 metra. Wyporność normalna w położeniu nawodnym wynosiła 880 ton, a w zanurzeniu 1058 ton. Okręty napędzane były na powierzchni przez dwa silniki wysokoprężne Tosi o łącznej mocy 3000 KM. Napęd podwodny zapewniały dwa silniki elektryczne CGE o łącznej mocy 1100 KM. Dwuśrubowy układ napędowy pozwalał osiągnąć prędkość 15 węzłów na powierzchni i 8,2 węzła w zanurzeniu. Zasięg wynosił 4230 Mm przy prędkości 9,3 węzła w położeniu nawodnym (lub 1600 Mm przy prędkości 17,1 węzła) oraz 70 Mm przy prędkości 4 węzłów w zanurzeniu (lub 7 Mm przy prędkości 8,2 węzła). Zbiorniki paliwa mieściły 70 ton oleju napędowego . Dopuszczalna głębokość zanurzenia wynosiła 100 metrów .
Okręty wyposażone były w sześć stałych wyrzutni torped kalibru 533 mm: cztery na dziobie i dwie na rufie, z łącznym zapasem dziewięciu torped . Uzbrojenie artyleryjskie stanowiło zainstalowane na podeście przed kioskiem pojedyncze działo pokładowe kalibru 102 mm Schneider–Armstrong 1914-15 L/35 z zapasem 168 naboi  . Masa działa z zamkiem wynosiła 1,22 tony (całego stanowiska 5 ton), kąt podniesienia lufy wynosił od -5° do 45°, masa naboju 13,74 kg, prędkość początkowa pocisku 750 m/s, donośność 11 700 metrów przy maksymalnym kącie podniesienia, a szybkostrzelność 7 strz./min. Broń przeciwlotniczą stanowiły umieszczone na kiosku dwa pojedyncze wielkokalibrowe karabiny maszynowe Breda M1931 kalibru 13,2 mm L/76 z zapasem 3000 naboi  . Masa karabinu wynosiła 47,5 kg, kąt podniesienia lufy wynosił od -10° do 80°, masa naboju 0,125 kg, prędkość początkowa pocisku 790 m/s, donośność maksymalna 6000 metrów (skuteczna 2000 metrów), a szybkostrzelność 500 strz./min. Jednostki wyposażone też były w hydrofony .
Załoga pojedynczego okrętu składała się z 4–5 oficerów oraz 44 podoficerów i marynarzy.

## Służba
Wszystkie okręty typu Pisani („Vettor Pisani”, „Marcantonio Colonna”, „Giovanni Bausan” i „Des Geneys”) zostały wcielone do służby w Regia Marina między czerwcem a październikiem 1929 roku. Okręty rozpoczęły służbę na Morzu Śródziemnym, wchodząc w skład 5 eskadry (wł. Squadriglia) okrętów podwodnych średniego zasięgu Flotylli stacjonującej w Neapolu. W 1930 roku „Vettor Pisani” odbył daleki rejs na Atlantyk, docierając do Las Palmas de Gran Canaria i w drodze powrotnej zawijając do kilku innych hiszpańskich portów. W tym samym roku cała eskadra odbyła długi rejs po Morzu Śródziemnym, odwiedzając porty w Grecji i osiągając archipelag Dodekanez; „Marcantonio Colonna” odłączył się następnie od reszty okrętów i popłynął do Port Saidu, a w drodze powrotnej zawinął do Trypolisu.
W 1935 roku 5 eskadra okrętów podwodnych średniego zasięgu, w której służyły jednostki typu Pisani, została przeniesiona do La Spezia, wchodząc w skład 1. Flotylli (wł. Gruppo) okrętów podwodnych. W 1936 roku okręty typu Pisani przebazowano na Leros, gdzie utworzyły 2 eskadrę 6. Flotylli okrętów podwodnych. Podczas wojny domowej w Hiszpanii „Vettor Pisani”, „Marcantonio Colonna” i „Des Geneys” odbyły misje specjalne trwające łącznie 41 dni. W 1938 roku okręty typu Pisani przebazowano do Mesyny, gdzie weszły w skład 31 eskadry 3. Flotylli okrętów podwodnych.
10 czerwca 1940 roku, w momencie ataku Włoch na Francję, wszystkie okręty typu Pisani nadal znajdowały się w składzie 31 eskadry okrętów podwodnych 3. Flotylli w Mesynie . Od czerwca do września okręty odbyły po kilka patroli, nie notując zatopień. Pod koniec 1940 roku ze względu na zużycie „Vettor Pisani”, „Giovanni Bausan” i „Des Geneys” zostały przeniesione do Szkoły Okrętów Podwodnych w Poli, a „Marcantonio Colonna” nadal pełnił służbę patrolową.
Między 18 maja a 1 czerwca 1942 roku ze względu na zużycie „Marcantonio Colonna”, „Giovanni Bausan” i „Des Geneys” zostały rozbrojone i wycofane z czynnej służby. „Marcantonio Colonna” i „Des Geneys” pełniły rolę stacji ładowania akumulatorów dla okrętów podwodnych, a „Giovanni Bausan” służył jako pływająca barka paliwowa pod oznaczeniem GR 251 . Te trzy okręty zostały skreślone z listy floty i przekazane do złomowania 18 października 1946 roku.
„Vettor Pisani” w momencie kapitulacji Włoch we wrześniu 1943 roku nadal pełnił funkcje szkoleniowe w Poli. We wrześniu okręt dotarł do zajętego przez aliantów Tarentu, a po remoncie od marca 1944 roku uczestniczył do końca wojny w ćwiczeniach sił ZOP. Jednostka została rozbrojona 23 marca 1947 roku i wycofana ze służby 1 lutego 1948 roku.